# ایندیگو گرلز
ایندیگو گرلز (به انگلیسی: Indigo Girls) یک گروه ۲ نفرهٔ فولک راک آمریکایی است. اعضای گروه اِمی رِی و امیلی سالیرز هستند و خاستگاه گروه شهر آتلانتا در ایالت جرجیا است. جایی که جریان کالج راک از آنجا آغاز شد و گروه‌های پیشرو این سبک مانند آر.ای.ام. هم از همان منطقه می‌آیند.
آن‌ها در سال ۱۹۹۰ و در سی و دومین دورهٔ جوایز سالیانهٔ گرمی، برندهٔ گرمی «بهترین ضبط هم‌زمان فولک» شده‌اند.

## آلبوم‌ها

### استودیو
| نام آلبوم                       | معنی نام               | تاریخ انتشار    | بالاترین جایگاه در جدول فروش ایالات متحده |
| ------------------------------- | ---------------------- | --------------- | ----------------------------------------- |
| ۱. Strange Fire                 | آتش عجیب               | ۱۹۸۷            | ۱۵۹                                       |
| ۲. Indigo Girls                 | ایندیگو گرلز           | ۱۹۸۹            | ۲۲                                        |
| ۳. Nomads Indians Saints        | قدیس‌های سرخ‌پوستان کوچی | سپتامبر ۱۹۹۰    | ۴۳                                        |
| ۴. Rites of Passage             | مراسم گذر              | فوریه ۱۹۹۲      | ۲۱                                        |
| ۵. Swamp Ophelia                | باتلاق اوفلیا          | ۱۰ مه ۱۹۹۴      | ۹                                         |
| ۶. Shaming of the Sun           | نشان خورشید            | ۲۹ آوریل ۱۹۹۷   | ۷                                         |
| ۷. Come on Now Social           |                        | ۲۸ سپتامبر ۱۹۹۹ | ۳۴                                        |
| ۸. Become You                   |                        | ۱۲ مه ۲۰۰۲      | ۳۰                                        |
| ۹. All That We Let In           |                        | ۱۷ فوریه ۲۰۰۴   | ۳۵                                        |
| ۱۰. Despite Our Differences     | با وجود اختلاف‌های ما   | ۱۹ سپتامبر ۲۰۰۶ | ۴۴                                        |
| ۱۱. Poseidon and the Bitter Bug | پوزئیدون و حشرهٔ تلخ    | ۲۴ مارس ۲۰۰۹    | ۲۹                                        |

### زنده
| نام آلبوم                 | سال انتشار |
| ------------------------- | ---------- |
| ۱. Back on the Bus, Y'all | ۱۹۹۱       |
| ۲. 1200 Curfews           | ۱۹۹۵       |
| ۳. Perfect World          | ۲۰۰۴       |